# Valērijs Šabala
Valērijs Šabala (* 12. října 1994, Riga) je lotyšský fotbalový útočník a reprezentant. Mimo Lotyšsko působil na klubové úrovni v Belgii, na Kypru, v České republice, Polsku, Litve a na Slovensku.

## Klubová kariéra
Svoji fotbalovou kariéru začal v týmu Daugava Rīga. Ligového debutu se dočkal 15. října 2009 jako patnáctiletý a hned vstřelil gól. Celkem za tým odehrál dva ligové zápasy.

### JFK Olimps
Po sestupu Daugavy do druhé ligy odehrál ročník 2010 v týmu JFK Olimps, kde pravidelně nastupoval a šestkrát v sezóně skóroval.

### Skonto FC
V únoru 2011 ve svých šestnácti letech přestoupil do Skonto FC. Se Skontem vyhrál v roce 2012 lotyšský fotbalový pohár.
V roce 2011 vyhrál s týmem i poslední ročník Baltské fotbalové ligy, kdy ve finále Skonto porazilo ligového rivala FK Ventspils až v penaltovém rozstřelu. V prosinci 2012 získal podruhé v řadě cenu pro nejlepšího mladého hráče Lotyšska.
Zahrál si i v Evropské lize 2013/14 proti českému týmu FC Slovan Liberec, kde zaujal tehdejšího kouče Liberce Jaroslava Šilhavého, který později přivedl do 1. české ligy jeho spoluhráče ze Skonta Turkmena Ruslana Mingazova.

### Club Brugge
Ze Skonta Šabalu v lednu 2014 získal belgický klub Club Brugge, který se stal hráčovým prvním zahraničním angažmá. Za klub během svého působení prozatím neodehrál žádný ligový zápas.

### Skonto FC (hostování)
Po přestupu do Brug byl fotbalista poslán zpět na hostování do konce sezony 2013/14 do Skonta. Za klub dal 5 branek v 9 ligových zápasech.

### Anorthosis Famagusta (hostování)
Na podzim 2014 odešel hostovat do kyperského týmu Anorthosis Famagusta, kde odehrál čtyři zápasy, ve kterých se střelecky neprosadil.

### FK Baumit Jablonec (hostování)
V zimě 2014/15 se otevřela šance pro český FK Baumit Jablonec trénovaný od léta Jaroslavem Šilhavým a ten získal hráče na hostování s opcí na přestup. Šabala se tak opět sešel v jednom dresu s Ruslanem Mingazovem. V Synot lize debutoval 20. února 2015 v zápase proti 1. FC Slovácko. Hned ve 28. minutě vstřelil svůj první gól. V 56. minutě přidal další trefu, když se prosadil hlavičkou z rohového kopu. Jablonec díky jeho trefám zvítězil 2:1. Celkem odehrál v Jablonci 9 ligových utkání a dvakrát skóroval. Po sezóně se vrátil do Brugg.

### Miedź Legnica (hostování)
Koncem srpna 2015 odešel z Brugg na další hostování, tentokrát do polského druholigového klubu Miedź Legnica. V dresu Miedźe odehrál 9 ligových zápasů a vstřelil 3 branky.

### 1. FK Příbram (hostování)
V únoru 2016 se vrátil do ČR na hostování do klubu 1. FK Příbram. V Příbrami odehrál 7 ligových utkání a vstřelil dva góly.

### DAC Dunajská Streda (hostování)
V létě 2016 zamířil na další hostování, nyní do slovenského týmu DAC Dunajská Streda.

### Riga FC (hostování)
Na jaře 2017 hostoval v Lotyšsku v klubu Riga FC.

### Podbeskidzie Bielsko-Biała
V létě 2017 přestoupil z Brug do polského druholigového klubu Podbeskidzie Bielsko-Biała.

## Reprezentační kariéra
Šabala nastupoval za lotyšské mládežnické výběry.
V A-mužstvu Lotyšska debutoval 24. 5. 2013 v přátelském zápase v Dauhá proti domácí reprezentaci Kataru (prohra 1:3).